# Keton

Công thức cấu tạo tổng quát của keton

Keton (tiếng Pháp: Cétone; thường được phiên âm là xeton) là một hợp chất hữu cơ, trong đó nhóm carbonyl C=O liên kết trực tiếp với 2 gốc hydrocarbon. Công thức tổng quát R-CO-R'. Keton đơn giản nhất là aceton CH3-CO-CH3.

## Phân loại keton
Tùy vào gốc hydrocarbon mà keton được chia ra thành các nhóm:
- Keton no: Khi các gốc hydrocarbon đều là gốc alkyl. Ví dụ: CH3-CO-CH3 (aceton)
- Keton không no: Khi 1 hoặc cả hai gốc hydrocarbon là gốc không no. Ví dụ: CH2=CH-CO-CH3 (methyl vinyl keton)
- Keton thơm: Khi gốc hydrocarbon có chứa vòng benzen. Ví dụ: C6H5-CO-CH3 (acetonphenol)

Tùy vào số chức keton mà keton được chia ra thành keton đơn chức (có một nhóm C=O) hay đa chức (có từ hai nhóm C=O trở lên).

## Đồng đẳng, đồng phân và danh pháp

### Đồng đẳng
Dãy đồng đẳng của aceton là dãy đồng đẳng của keton no đơn chức có công thức tổng quát CnH2nO (n {\displaystyle >=}3).

### Đồng phân
Keton luôn có đồng phân tương ứng với aldehyde. Ứng với công thức CnH2nO (n {\displaystyle >=}3) có thể có các loại đồng phân sau:
- Aldehyde no đơn chức
- Keton no đơn chức
- Alcohol đơn chức có 1 nối đôi
- Alcohol vòng no đơn chức
- Ether đơn chức có 1 nối đôi
- Ether vòng no đơn chức

### Danh pháp
- Tên thường: Một số keton có tên thường. Ví dụ: CH3-CO-CH3 (aceton).
- Tên gốc-chức: Tên 2 gốc hydrocarbon + "keton". Ví dụ: CH3-CO-CH3 (dimethyl keton).
- Tên thay thế: Số chỉ vị trí nhánh + Tên nhánh + Tên mạch chính + Số chỉ vị trí nhóm carbonyl + "on". Ví dụ: CH3-CO-CH3 (propan-2-on, propanon).

## Tính chất vật lý
Các keton thường là chất lỏng, các keton cao có dạng chất rắn có mùi tương đối dễ chịu. Aceton có khả năng hòa tan vô hạn trong nước các trong khi đồng đẳng cao hơn chỉ tan ít hoặc không tan. Aceton có khả năng hòa tan tốt các chất hữu cơ nên thường dùng để pha dung dịch tẩy sơn móng tay. Keton thường có nhiệt độ sôi cao hơn aldehyde do sự phân nhánh trong các gốc hydrocarbon làm nhiệt độ sôi cũng như tỉ khối giảm đi

## Tính chất hóa học
aceton rất nghèo phản ứng, chỉ cần nhớ một số phương pháp sau: Keton có phản ứng khử giống aldehyde nhưng tạo ra alcohol bậc II:
CH3-CO-CH3 + H2 --> CH3-CH(OH)-CH3
Keton khó bị oxy hóa vì các gốc hydrocarbon đã cản trở không gian.Tuy nhiên nó có thể bị oxy hóa bởi dung dich thuốc tím đun nóng với axit sunfuric tạo ra hỗn hợp các axit carboxylic.
Phản ứng ở gốc hydrocarbon:
CH3-CO-CH3 + Br2 --> CH3-CO-CH2Br + HBr.
Phản ứng xảy ra khi dùng brom khan và có xúc tác axit axetic đun nóng.

## Đặc tính
Một trong những điểm giúp phân biệt keton và Aldehyde (một hợp chất có cấu trúc gần với keton) chính là sự khác biệt của liên kết giữa nhóm carbonyl với các nguyên tử hoặc gốc hidrocarbon. Ở aldehyde, có một nguyên tử hydro liên kết với nhóm carbonyl giúp cho nhóm này oxy hóa dễ hơn. Trong khi đó, ở keton, nhóm carbonyl liên kết với hai nhóm gốc hidrocarbon thay vì nguyên tử hydro. Do đó, keton sẽ khó oxy hóa hơn aldehyde và phải cần đến các chất oxy hóa mạnh có khả năng cắt liên kết carbon-carbon.

### Quang phổ
- Quang phổ hồng ngoại: các hợp chất keton và aldehyde sẽ hấp thụ tia hồng ngoại và cho số sóng mạnh gần 1700 cm−1. Vị trí chính xác của các hợp chất sẽ phụ thuộc vào gốc hidrocarbon liên kết với nhóm carbonyl.
- Cộng hưởng từ hạt nhân: Cộng hưởng từ hạt nhân hydro-1 không thể giúp kiểm chứng sự tồn tại của keton trong mẫu thử. Tuy nhiên, nếu dùng cộng hưởng từ nhạt nhân carbon-13, nhóm keton, tùy vào cấu trúc phân tử hoặc gốc hidrocarbon liên kết với nhóm này, thường sẽ xuất hiện tín hiệu ở vùng trường thấp khoảng 200 ppm. Các tín hiệu này thường sẽ rất yếu do tác động của hiệu ứng Overhauser. Vì aldehyde cũng có thể cộng hưởng ở độ dịch chuyển hóa học tương tự như keton, nhiều thí nghiệm cộng hưởng thường sẽ được sử dụng để phân biệt rõ ràng giữa hai hợp chất aldehyde và keton.

### Xét nghiệm hữu cơ định tính
Keton cho kết quả dương tính trong xét nghiệm của Brady, một phản ứng giữa một loại hợp chất keton với 2,4-dinitrophenylhydrazin để cho hydrazon tương ứng. Ngoài ra, keton còn có thể phân biệt được với aldehyde khi cho kết quả âm tính trong thí nghiệm phản ứng với thuốc thử Tollens hoặc với dung dịch Fehling. Các loại ketone có một gốc là nhóm methyl sẽ cho kết quả dương tính trong xét nghiệm iodoform. Đồng thời, keton cũng cho kết quả dương tính khi tác dụng với metadinitrobenzen (m-dinitrobenzene) trong dung môi natri hydroxide (NaOH) loãng để tạo màu tím.

## Điều chế
Keton được điều chế bằng cách oxy hóa nhẹ rượu bậc II:
R-CH(OH)-R' + CuO --> R-CO-R' + Cu + H2O. Phản ứng này cần có nhiệt độ.
Phương pháp riêng để điều chế aceton: Có thể đi từ benzen theo sơ đồ sau:
Benzen + propen ---> Cumen --[O]---> Phenol + aceton